# Aranyos (Hunyad megye)
Aranyos (románul: Arănieș), falu Romániában, Erdélyben, Hunyad megyében.

## Fekvése
Vajdahunyadtól északnyugatra fekvő település.

## Története
Aranyos nevét 1387-ben említette először oklevél Aranyos néven.
1861-ben Aranyas, Arias, 1888-ban Aries, 1913-ban Aranyos néven írták.
A 15. században Hunyadvár és Déva tartozéka volt.
A 19. és 20. században vasércbányászatáról volt ismert.
A trianoni békeszerződés előtt Hunyad vármegye Hunyadi járásához tartozott.
1909és 1919 között 128 román lakosa volt.

## Források

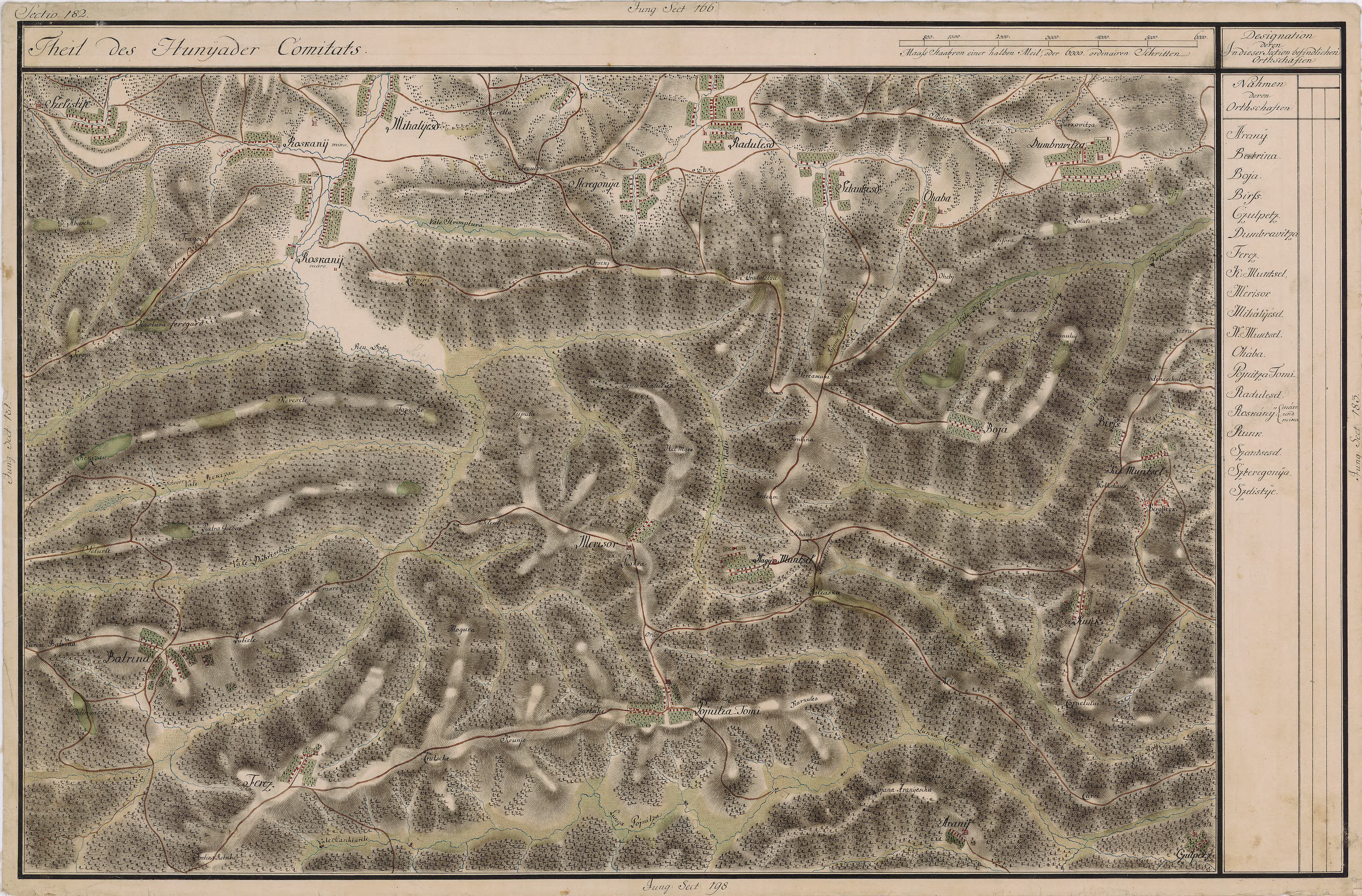
Aranyos egy régi térképen